# Carugo
Carugo (Carüg en dialecto brianzolo) es una localidad y comune italiana de la provincia de Como, región de Lombardía, con 6.229 habitantes.
Carugo está en la Brianza comasca occidental, entre los ríos Lambro y Terrò.
El desarrollo urbano estuvo en la zona del sur, mientras en la zona del norte hay un amplio bosque con fuentes. Por Carugo pasa la línea Milano-Asso de las Ferrovie Nord Milano y la carretera provincial SP32, la "Novedratese".

## Fiestas
- Último jueves de enero: Giubiana
- Sábado gordo: Carnival Carughese
- Mes de junio: "Esperando el verano"
- Segundo domingo de octubre: Octubre Carughese

## Monumentos y sitios de interés
- Riserva Natural Regional de la Fuente del Guercio
- Iglesia de San Bartolomeo
- Iglesia de San Martino
- Iglesia de San Zeno
- Villa Elmo (o Villa Somaschini)
- La Torre
- Cascina Sant'Ambrogio
- Cascina Guardia
- Cascina Incasate
- Cascina Vignazza
- Cascina Gattedo
- Carugo Viejo
- Sant'Isidoro

## Evolución demográfica
| Gráfica de evolución demográfica de Carugo entre 1861 y 2001 |
|                                                              |
| Fuente ISTAT - elaboración gráfica de Wikipedia              |